# Fortuna (cantora)
Fortuna, nome artístico de Fortunée Joyce Safdié, (São Paulo, 22 de outubro de 1958), é uma cantora e compositora brasileira, de origem judaica. Pesquisa o cancioneiro sefardita desde 1992. Fortuna gravou sete CDs e um DVD até 2009 e vendeu quase 100 mil cópias. Realizou diversos trabalhos com o Coro de Monges Beneditinos do Mosteiro de São Bento em São Paulo e com o Coro do Guri, composto por crianças e adolescentes da cidade de São Paulo.
Fortuna canta principalmente em hebraico e ladino, idioma utilizado pelos judeus sefarditas que habitaram a Península Ibérica até o século XV quando foram expulsos pelos Reis Católicos e se dispersaram por vários países do Mediterrâneo.
Paralelamente, Fortuna tem um trabalho para o público infantil, com 2 CDs e 2 DVDS, lançados pelo Selo SESC.
[carece de fontes?]

## Biografia
Na década de 1980, enquanto encenava suas primeiras peças, compôs um repertório de canções em parceria com o poeta curitibano Paulo Leminski (1944 – 1989). O capítulo decisivo de sua carreira, porém, começaria a ser escrito a partir de uma viagem a Israel, em 1991. Foi lá que a arte de Fortuna ganhou uma orientação inovadora: ao ouvir uma obra do cancioneiro ladino, ela percebeu ter encontrado a matéria-prima para uma proposta estética única, em que música, dança e dramaturgia convergem na recriação de um riquíssimo legado cultural. O ladino, dialeto judeu-hispânico, é o idioma dos sefaraditas, os judeus de Sefarad, nome hebraico da Península Ibérica.
O contato com a tradição musical ladina mudaria a vida de Fortuna e daria um novo rumo a sua obra. Ali ela iniciou um trabalho de pesquisa e resgate das canções medievais que permaneciam praticamente esquecidas. O resultado dessa busca iluminou sua trajetória. Nos anos seguintes, ela gravaria, de forma independente, seus oitos CDs: La Prima Vez, Cantigas, Mediterrâneo, Mazal, Cælestia, Encontros, Novo Mundo e Novos Mares. Com distribuição internacional, receberam elogios da crítica e destaque em premiações de peso. Mediterrâneo venceu o 10º Prêmio Sharp de Música como melhor disco produzido em língua estrangeira e o selo americano Putumayo, especializado em coletâneas de "world music", incluiu cinco canções gravadas por Fortuna em suas coletâneas.
Os espetáculos encenados para cada um dos discos levaram Fortuna a se apresentar com grande sucesso em várias capitais brasileiras, além das turnês internacionais, com passagens por Paris, Nova York, Miami, Amsterdã, Haia, Antuérpia, Évora, Buenos Aires, Santiago, Caracas , Punta del Este e na comemoração dos 3.000 Anos de Jerusalém.
Além de ter fornecido a substância para o desenvolvimento de sua carreira musical, o trabalho de pesquisa histórica voltado para a recuperação de tradições musicais esquecidas credenciou Fortuna para uma atividade paralela: a de diretora artística do Festival "Todos os Cantos do Mundo". Com sete edições realizadas pelo SESC de São Paulo, no período de 1998 a 2004, o evento revelou artistas cuja música não tocava nas rádios e que dificilmente se apresentariam em outros palcos no Brasil.
À frente do festival, Fortuna pôde manter uma conexão permanente com as mais diversas formas de expressão musical. Essa espécie de intercâmbio conferiu ao seu trabalho uma nova consistência – que se reflete na evolução da voz, na sofisticação dos arranjos e na escolha de colaboradores. Os melhores exemplos dessa abertura de horizontes são encontrados nos CDs Cælestia, gravado com o Coro de Monges Beneditinos do Mosteiro de São Bento (SP), Encontros, que além dos Beneditinos inclui a participação do Coro do Projeto Guri, formado por crianças e adolescentes de Osasco (SP) e Novo Mundo, em que aparece o artista pernambucano Antônio Nóbrega. A colaboração dos convidados resulta em uma obra que vai além de recuperar a tradição, dando a ela um novo sentido.
Seu programa "Todos os Cantos", tem garimpado as preciosidades sonoras do planeta. Veiculado pela Rádio UOL, durante 12 anos, o programa foi um verdadeiro marco na história do rádio pela internet.
Atualmente "Todos os Cantos" é transmitido pela Rádio Cultura FM, também acessível online.
Como atriz, Fortuna participou do musical José e seu Manto Technicolor, de Andrew Lloyd Weber, dirigido pelo premiado Iacov Hilel. O sucesso do espetáculo, que é também voltado para crianças e adolescentes, despertou na artista o desejo de orientar seu foco para o público infantil.
Nasceram assim novos projetos.
Em novembro de 2008, a cantora lançou, numa produção do Selo SESC, o CD, o DVD e o espetáculo Na Casa da Ruth. No repertório, poemas da escritora Ruth Rocha musicados por Hélio Ziskind. Com direção de Naum Alves de Souza, o espetáculo foi visto por mais de 20 mil espectadores ao longo de 4 anos.
A faixa do CD Na Casa da Ruth "Doze coisinhas à toa que nos fazem felizes" integrou a trilha sonora da novela Carrossel, exibida pelo SBT.
Em outubro de 2012 Fortuna lançou o CD Tic Tic Tati, com poemas e histórias da escritora Tatiana Belinky, também musicados por Hélio Ziskind. Produzido pelo Selo SESC, em 2013 o trabalho recebeu duas indicações para o 24º Prêmio da Música Brasileira nas categorias Álbum Infantil e Projeto Visual.
O musical, criado para o lançamento do CD, teve a direção de Roberto Lage e foi outro sucesso de público e crítica. O espetáculo foi registrado e transformado em DVD, com um bônus de 03 animações dirigidas pela cineasta Tata Amaral.
Lançado em outubro de 2014 o DVD Tic Tic Tati foi vencedor do Prêmio Governador de Estado 2014, na categoria "Arte para Crianças", pelo voto popular.
Reconhecida na cena musical brasileira por se dedicar a investigar e resgatar sonoridades, melodias e tradições musicais judaicas, Fortuna lançou em 2016, pelo Selo Sesc, o CD Novos Mares, que teve como ponto de partida uma ligação profunda com as músicas interpretadas pelos judeus que emigraram para várias partes do novo mundo, inclusive a região do Mediterrâneo, África do Norte e Oriente Médio.
Novos Mares trouxe novidades em relação aos seus trabalhos anteriores. Mais autoral, Fortuna assina a composição de cinco das treze músicas do repertório do CD, traçando o percurso dos judeus orientais que saíram de Alepo (Síria), e do Oriente Médio em geral, cantando temas em árabe, hebraico e francês. Este percurso passa por Sefarad (Espanha e Portugal) e chega ao Brasil, onde a figura de Branca Dias – cuja lembrança é tema de uma das novas composições - simboliza o encontro do Velho com o Novo Mundo.
Em Novos Mares, a música é encarada como um fio condutor essencial para alcançar um diálogo intercultural entre pessoas pertencentes a nações e religiões diferentes, mas que têm em comum a linguagem da música.
Em 2016, gravou a música Opara, especialmente para a novela Velho Chico da Rede Globo. A trilha sonora nacional da novela foi toda composta pelo maestro Tim Rescala, que também assina a produção musical.
Em 2017, seguindo a parceria de sucesso com Hélio Ziskind, Fortuna lança pelo Selo Sesc, o seu terceiro CD infantil: "Tchiribim Tchiribom - Cantando pelo Mundo". Um passeio pelas tradições musicais de povos e regiões ao redor do mundo, como China, Israel, África, Itália, México e Nova Zelândia. Outra parceria decorrente do projeto foi com o grupo Grand Bazaar e suas canções ciganas e dos Balcãs. Eles participaram da gravação do CD, criando arranjos em conjunto e tocando em todas as faixas.
O espetáculo musical criado para o lançamento do CD tem direção de Roberto Lage e traz Fortuna como uma “cantadora de histórias”. Fortuna dá sequência ao seu tradicional trabalho de apresentar músicas do mundo, levando este universo de povos e culturas de forma divertida para o público infantil. No palco, ela se apresenta acompanhada por quatro cantores/bailarinos e cinco músicos, dando vida às canções.

## Discografia
- Coletânea 15 anos
- Na casa da Ruth (CD e DVD)
- Novo Mundo[7]
- Encontros
- Caelestia (CD e DVD)
- Mazal
- Mediterrâneo
- Cantigas
- La Prima Vez
- Ao Vivo ( CD e DVD)
- Tic Tic Tati (CD e DVD)
- Novos Mares
- Tchiribim Tchiribom - Cantando pelo Mundo

## Premiações
- 10º Prêmio da Música Brasileira (1997) - Álbum em Língua Estrangeira: “Mediterrâneo”[8]
- Mediterrâneo venceu o 10º Prêmio Sharp de Música como melhor disco produzido em língua estrangeira.
- CD Tic Tic Tati - Em 2013 o trabalho recebeu duas indicações para o 24º Prêmio da Música Brasileira nas categorias Álbum Infantil e Projeto Visual.
- DVD Tic Tic Tati foi vencedor do Prêmio Governador de Estado 2014, na categoria “Arte para Crianças”, pelo voto popular.
- Membro ilustre da Sinagoga Sem Fronteiras, movimento ortodoxo e sefardita. Gravando vídeos com o Rabino Ventura, o rabino da instituição.